# ماتسو كيشي
ماتسو كيشي (باليابانية: 岸松雄؛ بالكانا: きし まつお) هو صحفي وناقد سينمائي وكاتب سيناريو ومنتج أفلام ومخرج ياباني، ولد في 18 سبتمبر 1906 في طوكيو في اليابان، وتوفي في 17 أغسطس 1985.

## وصلات خارجية
- ماتسو كيشي على موقع IMDb (الإنجليزية)
- ماتسو كيشي على موقع قاعدة بيانات الفيلم (الإنجليزية)
- ماتسو كيشي على موقع كينوبويسك (الروسية)